# Mai al-Kaila
Mai Al-Kaila (arabe : مي الكيلة), née le 8 avril 1955, est une médecin, diplomate et femme politique palestinienne et la première femme à occuper le poste de ministre de la Santé de Palestine.
Elle est titulaire d'un doctorat en santé publique et en administration de la santé. Elle a présidé le Conseil médical palestinien en sa qualité de ministre de la Santé et fait également partie de l'Autorité palestinienne dirigée par l'actuel Premier ministre, le Dr Mohammad Chtayyeh.

## Jeunesse
Mai Salem Hanna al-Kaila est née à Jérusalem le 8 avril 1955. Elle fait ses études de base et préparatoire dans les écoles de Bir Zeit et ses études secondaires au Collège privé de Ramallah. Elle étudie les soins infirmiers à l'hôpital Augusta Victoria de Jérusalem puis la médecine à l'Université de Grenade et obtient une licence avant de se spécialiser dans le domaine de l'obstétrique et de la gynécologie à l'Université de Californie à San Francisco d'où elle ressort titulaire d'une maîtrise. Elle obtient ensuite son doctorat en santé publique et épidémiologie à l'Université du Chili,.

## Carrière
Al-Kaila travaille comme médecin résident à l'hôpital du Croissant-Rouge palestinien à Jérusalem dans le programme d'obstétrique et de gynécologie. Mai al-Kaila promet des emplois et des postes, puisqu'elle travaille comme chargée de cours à l'Université al-Qods au sein du Département de santé publique et à l'UNRWA en tant que responsable du programme de maternité et d'enfance.
En 1994, Mai al-Kaila est nommée dans la délégation palestinienne pour participer à la Conférence mondiale sur les femmes de 1995 à Pékin.
Al-Kaila est nommée ambassadrice de l'État de Palestine au Chili le 31 octobre 2005. Elle continue à occuper ce poste jusqu'à sa nomination comme ambassadrice de l'État de Palestine en Italie le 1er octobre 2013,,. Le 4 décembre 2016, elle remporte les élections au Conseil révolutionnaire palestinien, qui se tiennent lors de la septième conférence du Fatah, et en devient membre.
Le 13 avril 2019, al-Kaila prête serment devant le président palestinien Mahmoud Abbas en tant que ministre de la Santé au sein du gouvernement de Mohammad Chtayyeh. Elle est la première femme à occuper ce poste,.

## Honneurs
- En 2017, Mai al-Kaila reçoit une médaille d'or de l'Académie Norman en coopération avec l'armée de l'air italienne ; cela est dû à son activisme et à sa défense des droits humains palestiniens[12].

## Voir également
- Ministère de la Santé, Palestine